# ابن عرس (فصيلة)
العِرسيات أو السموريات أو السرعوبيات أو فصيلة السراعيب أو فصيلة ابن عرس فصيلة تنتمي لرتبة آكلات اللحوم من الثدييات، وتضم أصغر حيوانات الرتبة، وهي أصغر نسبياً من حيوانات الفصائل الأخرى (مثل الكلاب، والقطط، والدببة). وتتميز حيوانات هذه الفصيلة بالبدن الطويل والأطراف القصيرة، وهي تجيد التسلق، وأقدامها مجهزة بمخالب حادة ولكنها لا تنكمش مثل مخالب القط. وتتغذى الأنواع الصغرى أساساً على القوارض، وتتصيدها داخل أو خارج جحورها. ويعيش السنسار بين الأشجار، ويتغذى على الطيور والسناجب وغيرها.
ويتميز العديد من حيوانات الفصيلة بوجود غدد عند قاعدة الذنب تفرز سائلاً ذا رائحة كريهة عند إثارة الحيوان أو فزعه. ويستخدم الظربان الأمريكي هذه الخاصية سلاحًا ضد أعدائها، حيث تقذف سائلاً كريه الرائحة يسبب العمى المؤقت.
ويعد ابن عرس أصغر أنواعها، وأكثرها شيوعاً. ولا تنتمي لهذه الفصيلة أنواع ضخمة، إذ يبلغ طول أكبرها حوالي 90 سم، وهو الشره، بينما لا يزيد ابن عرس على الفأر حجماً.

## الأسر ضمن الفصيلة
يمكن تقسيم الفصيلة إلى ثلاث أسر رئيسية:
- ابن عرس نموذجي (القاقم، السنسار، وابن عرس المنتن)
- الغرير
- قضاعة.

بعض أنواع العرسيات الشائعة:
- ابن عرس: واحد من أصغر أنواع الفصيلة، وتصغر الإناث الذكور حجماً. ويتغذى ابن عرس أساساً على الفئران. وهو شائع الوجود في أوروبا وغرب آسيا وشمال أفريقيا.
- خز الصنوبر: وهو حيوان تسلق نشط. يعيش في غابات الصنوبر والتنوب. ويتغذى على الطيور والسناجب.
- السمور: يشبه كثيراً خز الصنوبر. ويعيش في المناطق الشمالية لآسيا، ويتميز بفرائه الثمين.
- الشره أو المبطان: أكبر أنواع الفصيلة، يبلغ طوله 90 سم. ويعيش في شمال أوروبا وآسيا وأمريكا الشمالية.
- ابن عرس المنتن: السلف البري لابن مقرض. ويوجد في أوروبا وآسيا.
- الدلق: ويشبه خز الصنوبر كثيراً في الشكل والعادات. ويعيش في أوروبا والمناطق المدارية من آسيا.
- ابن مقرض : نوع مستأنس من ابن عرس الأوروبي. لديه فرو أبيض أو بني أو أسود أو مختلط، يربى منذ أكثر من 2500 سنة.
- المنك: وهو ابن عرس كبير الحجم، ويصل طول جسمه إلى 60 سم، ويجيد السباحة. وفراؤه ثمين، ويتم تربيته لبيع جلوده وفرائه.
- الظربان: حيوان يقرب في حجمه من حجم ابن مقرض.
- الغرير الأوراسي: وهو حيوان يعيش في الغابات ويمتد موطنه من أوروبا عبر شمال آسيا إلى اليابان.
- الغرير الأمريكي.
- الغرير أو الغريراء: من أكبر حيوانات فصيلة ابن عرس، وهو قوي البنية بالنسبة لحجمه. والغرير شائع في أوروبا، ولكنه لا يشاهد إلا نادراً لأنه لا يغادر جحره إلا ليلاً.
- غرير العسل أو غريراء العسل: حيوان إفريقي قوي للغاية، وشجاع، ويهوى أكل عسل النحل البري، ويبدو أنه لا تهمه لسعاته.
- القاقم: يعتبر من أكثر أنواع فصيلة العرسيات شيوعاً. ويتحول فراؤه أثناء الشتاء، في المناطق شبه القطبية، إلى اللون الأبيض، ويكتسب حينئذ قيمة عالية.
- قضاعة أو كلب البحر: النوع المائي الوحيد لهذه الفصيلة. سباح ممتاز، ويتغذى على الأسماك. ويعيش كلب البحر في أوروبا وأمريكا الشمالية.

## وصلات خارجية
- ابن عرس في فلسطين ومنطقة شرق البحر الأبيض المتوسط
- حكم حيوان المنك، وحكم استخدام زيته - دار الإفتاء المصرية